# منى محمد
منى محمد (من مواليد 18 يونيو 1979)، هي ممثلة سعودية معتزلة شاركت في مسلسل أسوار 3 بدور سارة الذي انتج بعام 2009 وعرض في يونيو 2013.